# Czesław Swinarski
Czesław Antoni Swinarski (ur. 8 czerwca 1886 w Sokołowie Podlaskim, zm. wiosną 1940 w Katyniu) – sierżant Wojska Polskiego, komisarz Policji Państwowej, kawaler Orderu Virtuti Militari, ofiara zbrodni katyńskiej.

## Życiorys
Urodził się w rodzinie Wenantego i Emilii z Pawłowskich. Absolwent Korpusu Kadetów w Warszawie (1906). W 1914 powołany do armii rosyjskiej. W 1917 zgłosił się do II Korpusu Polskiego. Po bitwie kaniowskiej w niewoli niemieckiej, skąd uciekł w 1919. Wstąpił do Wojska Polskiego. Skierowany do 5 Dywizji Piechoty, następnie w Wojskowej Straży Kolejowej. Po likwidacji Straży służył w Policji Państwowej. Absolwent Szkoły Oficerskiej PP w Warszawie (1922). Był zastępcą komendanta PP powiatu Bielsk Podlaski, a następnie komendantem PP w Łęczycy
We wrześniu 1939 wzięty do niewoli radzieckiej, osadzony w Kozielsku. Został zamordowany wiosną 1940 w lesie katyńskim. Figuruje na liście wywózkowej nr 052/4 z 27 kwietnia 1940 roku, poz. 34.
Czesław Swinarski był żonaty, miał dzieci: Wiesławę, Jadwigę, Janusza.
4 października 2007 roku Minister Spraw Wewnętrznych i Administracji Władysław Stasiak mianował go pośmiertnie do stopnia nadkomisarza Policji Państwowej. Awans został ogłoszony 10 listopada 2007 roku, w Warszawie, w trakcie uroczystości „Katyń Pamiętamy – Uczcijmy Pamięć Bohaterów”.

## Ordery i odznaczenia
- Krzyż Srebrny Orderu Virtuti Militari nr 6748 – 10 maja 1922 roku[4][5]
- Krzyż Walecznych[6]
- Medal Niepodległości – 29 grudnia 1933 roku „za pracę w dziele odzyskania niepodległości”[7]
- Medal Dziesięciolecia Odzyskanej Niepodległości[8]
- Medal Międzysojuszniczy „Médaille Interalliée”[8]